# Johann Christoph Gottsched
Johann Christoph Gottsched (Königsberg, 2 febbraio 1700 – Lipsia, 12 dicembre 1766) è stato uno scrittore e critico letterario tedesco. Figlio di un pastore luterano, studiò filosofia e storia nell'Università di Königsberg da dove, ottenuto il titolo di Magister nel 1723, andò a Lipsia per evitare il servizio militare in Prussia. A Lipsia godette della protezione di Johann Burckhardt Mencke che, col nome di "Philander von der Linde", era un noto poeta e presidente della Deutschübende poetische Gesellschaft. Gottsched fu eletto "Senior" della Società nel 1726, che rinominò l'anno dopo in Deutsche Gesellschaft (Società tedesca). Nel 1730 è professore straordinario di poesia e nel 1734 ottiene la cattedra di logica e metafisica nell'Università di Lipsia.
L'opera maggiore di Gottsched è il Versuch einer kritischen Dichtkunst für die Deutschen (Saggio di poetica critica per i tedeschi), del 1730, il primo trattato sistematico in tedesco sull'arte poetica secondo le vedute di Boileau. Il suo Ausführliche Redekunst, del 1728, e il Grundlegung einer deutschen Sprachkunst, del 1748, fu importante per lo sviluppo della lingua tedesca.
Scrisse la tragedia Der sterbende Cato (Catone morente) nel 1732, adattamento molto popolare dell'omonima opera di Joseph Addison. Con le sue Deutsche Schaubühne del 1745, contenenti molte traduzioni dal francese, egli procurò al teatro tedesco un repertorio classico. Pubblicò anche una bibliografia del dramma in Germania, il Nötiger Vorrat zur Geschichte der deutschen dramatischen Dichtkunst (1757-1765), tuttora valido. Fu anche editore di diversi giornali di critica letteraria.
Come critico, Gottsched fu favorevole alle regole del classicismo francese. Se una tale riforma rappresentò un correttivo alla stravaganza e alla mancanza di gusto della letteratura tedesca del tempo, Gottsched andò però oltre: nel 1740 venne in polemica con gli svizzeri Johann Jakob Bodmer e Johann Jakob Breitinger che, influenzati da Addison, chiedevano che l'immaginazione poetica non fosse tarpata da regole artificiose; essi guardavano ai grandi poeti inglesi, Milton in particolare. Gottsched, per quanto non chiuso alle bellezze della poesia inglese, si tenne stretto al principio secondo il quale la poesia è il prodotto di regole e, in una lunga e aspra controversia che oppose le scuole di Lipsia e Zurigo, ne uscì alla fine perdente: il suo influsso declinò e dopo la sua morte il suo nome rimase sinonimo di pedanteria.
La moglie, Luise Kulmus Gottsched, fu un'importante scrittrice.

## Opere

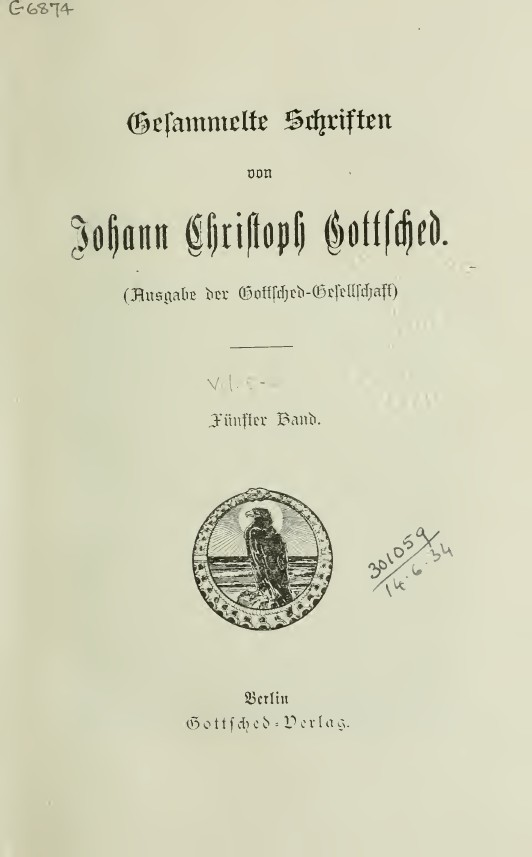
Gedichte

- Johann Christoph Gottsched, Biedermann. 1, Berlin, Gottsched-Verlag, 1903?.
- Johann Christoph Gottsched, Biedermann. 2, Berlin, Gottsched-Verlag, 1903?.
- Johann Christoph Gottsched, Gedichte, Berlin, Gottsched-Verlag, 1906?.
- Johann Christoph Gottsched, Gesammelte Reden, Berlin, Gottsched-Verlag, 1905?.